# Karma Police
Karma Police is een nummer van de Britse alternatieve-rockband Radiohead. Het nummer is afkomstig van hun derde studioalbum OK Computer uit 1997. Op 25 augustus dat jaar werd het nummer als tweede single van het album uitgebracht. De titel is afgeleid van een inside joke van de bandleden en verwijst naar het hindoeïstische en boeddhistische begrip karma.

## Achtergrond
De single werd een radiohit in een aantal landen. In IJsland werd zelfs de nummer 1-positie bereikt. In Radioheads' thuisland het Verenigd Koninkrijk werd de 8e positie bereikt in de UK Singles Chart. In Ierland de 15e, Israël de 9e, Nieuw-Zeeland de 32e, Australië de 71e. In Noord-Amerika was de single niet echt succesvol  met respectievelijk een 59e positie in Canada en een 69e positie in de Verenigde Staten.
In Nederland was de single in week 31 van 1997 de 231e Megahit van de week op Radio 3FM en werd een radiohit. De single bereikte de 50e positie in de Mega Top 100 op   Radio 3FM en de 33e positie in de Nederlandse Top 40 op Radio 538.
In België bleef de single steken op een 9e positie in de  "Ultratip" van de Vlaamse Ultratop 50. In de Vlaamse Radio 2 Top 30 werd géén notering behaald. In Wallonië werd een 35e positie in de Waalse "Ultratip" behaald.

## Hitnoteringen

### Nederlandse Top 40
| Hitnotering: Week 32 t/m 35 van 1997 | Hitnotering: Week 32 t/m 35 van 1997 | Hitnotering: Week 32 t/m 35 van 1997 | Hitnotering: Week 32 t/m 35 van 1997 | Hitnotering: Week 32 t/m 35 van 1997 | Hitnotering: Week 32 t/m 35 van 1997 | Hitnotering: Week 32 t/m 35 van 1997 |
| Week                                 | 1                                    | 2                                    | 3                                    | 4                                    |                                      |                                      |
| ------------------------------------ | ------------------------------------ | ------------------------------------ | ------------------------------------ | ------------------------------------ | ------------------------------------ | ------------------------------------ |
| Nummer                               | 36                                   | 35                                   | 33                                   | 40                                   | uit                                  |                                      |

### Mega Top 100
| Karma Police in de Mega Top 100 - binnen: 02-08-1997 | Karma Police in de Mega Top 100 - binnen: 02-08-1997 | Karma Police in de Mega Top 100 - binnen: 02-08-1997 | Karma Police in de Mega Top 100 - binnen: 02-08-1997 | Karma Police in de Mega Top 100 - binnen: 02-08-1997 | Karma Police in de Mega Top 100 - binnen: 02-08-1997 | Karma Police in de Mega Top 100 - binnen: 02-08-1997 | Karma Police in de Mega Top 100 - binnen: 02-08-1997 | Karma Police in de Mega Top 100 - binnen: 02-08-1997 | Karma Police in de Mega Top 100 - binnen: 02-08-1997 |
| Week                                                 | 1                                                    | 2                                                    | 3                                                    | 4                                                    | 5                                                    | 6                                                    | 7                                                    | 8                                                    |                                                      |
| ---------------------------------------------------- | ---------------------------------------------------- | ---------------------------------------------------- | ---------------------------------------------------- | ---------------------------------------------------- | ---------------------------------------------------- | ---------------------------------------------------- | ---------------------------------------------------- | ---------------------------------------------------- | ---------------------------------------------------- |
| Nummer                                               | 65                                                   | 50                                                   | 61                                                   | 58                                                   | 56                                                   | 66                                                   | 65                                                   | 83                                                   | uit                                                  |

### NPO Radio 2 Top 2000
| Nummer met noteringen in de NPO Radio 2 Top 2000 | '09 | '10 | '11 | '12 | '13 | '14 | '15 | '16 | '17 | '18 | '19 | '20 | '21 | '22 | '23 | '24 |
| ------------------------------------------------ | --- | --- | --- | --- | --- | --- | --- | --- | --- | --- | --- | --- | --- | --- | --- | --- |
| Karma Police                                     | 361 | 196 | 204 | 131 | 147 | 221 | 214 | 206 | 170 | 235 | 246 | 287 | 327 | 300 | 269 | 217 |

1. ↑  Een vetgedrukt getal geeft de hoogste notering aan.
2. ↑  2009 was het eerste jaar met een notering voor dit nummer.